# Feldmark
Die Feldmark ist die Fläche aller zu einer Gemarkung (also einer Gemeinde oder einem Landgut) gehörenden unbebauten Grundstücke (Ackerland, Wiesen, Weiden, Waldungen usw.). Der Name leitet sich daraus ab, dass die Grenzen der Gemarkung zur Nachbargemeinde, die im dörflichen Wirtschaftsraum natürlicherweise im freien Feld liegen, mit so genannten Markzeichen (Wallhecken, Bäumen, Säulen, Erdhügeln, Gräben, Rainen oder Steinen) gekennzeichnet waren. Der Name Feldmark hat sich daher auch in heute bebauten Gebieten als Bezeichnung von Randlagen erhalten, die an den Außengrenzen des aktuellen oder früheren Gemeindegebietes liegen.

## Bräuche
Nach alter, in manchen Gegenden noch bestehender dörflicher Sitte wird die Feldmark an einem bestimmten Tag im Jahr als Schnadegang umgangen, wobei man die Markzeichen besichtigt, unscheinbar gewordene wieder verbessert und ergänzt, um hierdurch etwaigen Grenzstreitigkeiten mit benachbarten Gemeinden vorzubeugen. Um hierbei der Jugend die einzelnen Grenzpunkte möglichst tief ins Gedächtnis zu prägen, wurde sie früher an solchen Stellen in Wangen und Ohren gekniffen, zugleich aber mit Backwerk beschenkt.

## Gemeine Mark
Im Mittelalter gab es die geteilte Feldmark und die ungeteilte Feldmark. Im Unterschied zur parzellierten (an einzelne Besitzer aufgeteilten) Feldmark stand die gemeine Mark, auch Allmende oder in Nordwestdeutschland Gemeinheit genannt, allen Dorfbewohnern zur gemeinsamen Nutzung zur Verfügung. Dazu gehörten oft der Wald, Teile der Wiesen, die Wege sowie Gewässer und ihre Uferzonen. An diesem ungeteilten Besitz war zur Nutzung jeder berechtigt, der einen eigenen Rauch hatte, das heißt, eine eigene Feuerstätte besaß.

## Geteilte Feldmark
Unter der geteilten Feldmark verstand man das Ackerland eines Dorfes. Die Feldmark von Haufendörfern im Altsiedlungsgebiet wurde im Mittelalter und der frühen Neuzeit als Gewanneflur bewirtschaftet. Dabei war jede Flur oder jedes Gewann in so viele Grundstücke eingeteilt, wie Bauernhöfe im Dorf waren; jeder Bauer hatte also in jedem Gewann sein Stück Land. Die Größe der Äcker war auch damals schon verschieden. Nicht zur Gewanneflur gehörte die Feldmark von Gutshöfen der Grundherren. Keine Gewanneflur gab es in Gegenden mit Streusiedlung, wo jeder Bauernhof von der zugehörigen Feldflur umgeben war, ebenso bei Einödshöfen. Auch in vielen Jungsiedlungsgebieten gab es keine Gewanneflur. Hier war die Feldmark in Hufen eingeteilt. Die Höfe der Wald-, Marsch-, oder Moorhufendörfer waren in Abständen entlang der Dorfstraße aufgereiht und jeder Bauer hatte seine Hufe gleich hinter dem Haus.